# Mitrella margarita
Mitrella margarita är en snäckart. Mitrella margarita ingår i släktet Mitrella och familjen Columbellidae. Inga underarter finns listade i Catalogue of Life.